# محمد إيدارا
محمد إيدارا (بالإنجليزية: Mohamed Aidara)‏ (6 نوفمبر 1996 بكوت ديفوار - ) هو لاعب كرة قدم غاني في مركز الدفاع لعب سابقاً في نادي الترجي السعودي.

## روابط خارجية
محمد إيدارا على موقع قاعدة بيانات كرة القدم.إي يو (الإنجليزية)
- محمد إيدارا على موقع Soccerway.com (الإنجليزية)